# Elaphoglossum manantlanense
Elaphoglossum manantlanense är en träjonväxtart som beskrevs av John T. Mickel. Elaphoglossum manantlanense ingår i släktet Elaphoglossum och familjen Dryopteridaceae. Inga underarter finns listade.